# Big Star Festiwal
Ogólnopolski Przegląd Muzyki Big Star Festiwal – festiwal muzyczny i akcja promocyjna dla młodych polskich muzyków i zespołów odbywający się w latach 2002–2005.

## Historia
Festiwal został zapoczątkowany w Łodzi w 2002 roku przez Agencję Promocyjną Nefilim. W 2002 roku gościł w Warszawie, a w 2003 roku finał odbył się w Poznaniu. Pomysłodawcą imprezy był Gabriel Kiszka. Eliminacje zaczynały się w połowie października, a finał Festiwalu odbywał się w czerwcu.
Zwycięzca Big Star Festival otrzymywał możliwość wydania płyty w warszawskiej wytwórni OffMusic. Laureat drugiego miejsca mógł zrealizować profesjonalny wideoklip. Nagrodą za III miejsce był instrument muzyczny. Organizatorzy wręczali również szereg nagród rzeczowych. Wśród laureatów kolejnych edycji festiwalu były m.in. zespoły: The Calog, Coma, Indukti (2002) i Chico. Impreza po raz ostatni została zorganizowana w 2005 roku.
W 2006 roku planowano powrót imprezy w formie strony internetowej.